# Prawo czekowe
Ustawa z dnia 28 kwietnia 1936 r. – Prawo czekowe – polska ustawa uchwalona przez Sejm II RP, regulująca funkcjonowanie czeków.

## Nowelizacje
Ustawę znowelizowano trzykrotnie. Ostatnia zmiana weszła w życie w 2016 roku.